# Seção de choque
Na física, seção de choque é uma medida da probabilidade de que um processo específico ocorra quando uma radiação (feixe de partículas, ondas sonoras, luz ou raios X, por exemplo) intersecta um fenômeno localizado (um partícula, por exemplo). Por exemplo, a seção de choque de Rutherford é uma medida da probabilidade de que uma partícula alfa seja defletida por um ângulo durante uma colisão com um núcleo atômico. A notação usual para seção de choque é {\displaystyle \sigma } (sigma) e é expressa em unidades de área, mais especificamente, barns. De certo modo, pode ser pensado como o tamanho do objeto deve ter para que um processo ocorra após a interação com a radiação. Em outras palavras, é um parâmetro de um processo estocástico.
Na física clássica, esta probabilidade frequentemente converge a uma proporção determinística da energia de excitação envolvida no processo, por exemplo, com o espalhamento da luz de uma partícula, a seção de choque especifica a quantidade de potência ótica espalhada da luz de uma dada irradiação (potência por área). É importante notar que embora a seção de choque tenha as mesmas unidades de área, a seção de choque não necessariamente corresponde ao tamanho físico atual do alvo dado por outras formas de medidas. Não é incomum que a área de seção de choque de um objeto espalhado seja muito maior ou menor que a seção de choque relativa a algum processo físico. Por exemplo, nanopartículas plasmônicas podem ter seções de choque do espalhamento da luz para frequências particulares que são muito maiores do que sua atual seção de choque de área.
Quando duas partículas discretas interagem na mecânica clássica, sua seção de choque mútua é a área transversal à seu movimento relativo dentro do qual elas devem se encontrar para haver o espalhamento. Se as partículas são duras esferas inelásticas que interagem apenas ao contato, sua seção de choque é relativa a seu tamanho geométrico. Se as partículas interagem através de alguma ação a distância, como eletromagnetismo ou gravidade, sua seção de choque de espalhamento é muito maior que seu tamanho geométrico.
Quando uma seção de choque é especificada como o limite diferencial de uma função de algumas variáveis de estado final, como ângulo e energia, é chamada de seção de choque diferencial. Quando a seção de choque é integrada sobre todo os ângulos de espalhamento (e possivelmente outras variáveis), é chamada de seção de choque total ou seção de choque integrada. Por exemplo, no espalhamento de Rayleigh, a intensidade espalhada nos ângulos frontais e traseiros é maior que a intensidade espalhada lateralmente, então a seção de choque frontal é maior que a  seção de choque diferencial perpendicular, e adicionando todas as seções de choque infinitesimais por todos ângulos com cálculo integral, podemos achar a seção de choque total.
Seções de choque podem ser definidas na física nuclear, atômica e de partículas para colisões de feixes acelerados de um tipo de partícula com alvos (fixos ou em movimento) de um segundo tipo de partícula. A probabilidade de alguma reação ocorrer é proporcional à sua seção de choque. Portanto, a especificação da seção de choque para dada reação é um indicativo da probabilidade de um dado espalhamento ocorrer.
A medida da taxa de reação de um dado processo depende fortemente de variáveis experimentais como a densidade do material do alvo, a intensidade do feixe, a eficiência de detecção do aparato, ou o ângulo de detecção.  Contudo, essa quantidades podem ser fatoradas, permitindo medidas da seção de choque de duas partículas adjacentes.
Seções de choque de espalhamento diferencial e total estão entre as quantidades mensuráveis mais importantes em física nuclear, atômica e de partículas.

## Colisão entre partículas de gás

Figura 1. Em um gás de partículas de diâmetro individual 2r, a seção de choque σ, para colisões, está relacionada à densidade do número de partículas n, e o caminho livre médio entre colisões as λ.

Em um gás de partículas de tamanho finito, há colisões entre as partículas que dependem de seu tamanho de seção de choque. A distância média que uma partícula percorre entre as colisões depende da densidade das partículas do gás. Essas quantidades estão relacionadas por
{\displaystyle \sigma ={\frac {1}{n\lambda }},}
onde
σ é a seção de choque de uma colisão entre duas partículas (unidades do SI: m2),
λ é o livre caminho médio entre colisões (unidade do SI: m),
n é a densidade do número de partículas alvo (unidade do SI: m−3).
Se as partículas no gás podem ser tratadas como esferas duras de raio r que interagem por contato direto, como ilustrado na Figura 1, então a seção transversal efetiva para a colisão de um par é
{\displaystyle \sigma =\pi \left(2r\right)^{2}}
Se as partículas no gás interagiremem por uma força com um alcance maior do que seu tamanho físico, então a seção de choque é uma área efetiva maior que pode depender de uma variedade de variáveis, como a energia das partículas.
As seções de choque podem ser calculadas para colisões atômicas, mas também são usadas no domínio subatômico. Por exemplo, em física nuclear, um "gás" de nêutrons de baixa energia colide com núcleos em um reator ou outro dispositivo nuclear, com uma seção de choque que depende da energia e, portanto, também com um caminho livre médio bem definido entre colisões.

## Atenuação de um feixe de partículas
Se um feixe de partículas entrar em uma camada fina de material de espessura dz, o fluxo Φ do feixe diminuirá em  de acordo com
{\displaystyle {\frac {\mathrm {d} \Phi }{\mathrm {d} z}}=-n\sigma \Phi ,}
onde σ é a seção de choque total de todos os eventos, incluindo espalhamento, absorção ou transformação em outra espécie. A densidade numérica dos centros de espalhamento é designada por n. Resolver esta equação exibe a atenuação exponencial da intensidade do feixe:
{\displaystyle \Phi =\Phi _{0}e^{-n\sigma z},}
onde Φ0 é o fluxo inicial e z é a espessura total do material. Para a luz, isso é chamado de lei Beer-Lambert.

## Seção de choque diferencial
Considere uma medida clássica onde uma única partícula é espalhada em uma outra única partícula alvo estacionária. Por convenção, um sistema esférico de coordenadas é utilizado, com a partícula alvo colocada na origem e o eixo z do sistema alinhado com o feixe incidente. O ângulo θ é o ângulo de espalhamento, medido entre o feixe incidente e o feixe espalhado, e φ é o ângulo azimutal.
O parâmetro de impacto b é o deslocamento perpendicular a trajetória da partícula incidente e a partícula espalhada sai em um ângulo θ. Para uma dada interação (Coulombiana, magnética, gravitacional, etc. ), o parâmetro de impacto e o ângulo de espalhamento são proporcionais um ao outro. Geralmente o parâmetro de impacto não pode ser controlado nem medido evento a evento e é assumido que leva em conta todos os valores possíveis quando é tomada a média sobre muitos eventos espalhados. O tamanho diferencial da seção de choque é o elemento de área no plano do parâmetro de impacto, isto é, dσ = b dφ db. O alcance do ângulo diferencial da partícula espalhada num ângulo θ é o ângulo sólido dΩ = sin θ dθ dφ. A seção de choque diferencial é o quociente dessas quantidades, ⁠dσ/dΩ⁠.
É uma função do ângulo de espalhamento (ou do parâmetro de impacto) e de outros observáveis, como o momento da partícula incidente. A seção de choque diferencial é sempre tomada como positiva, muito embora maiores parâmetros de impacto produzam menos deflexão. Em situações de simetria cilíndricas (sobre o eixo do feixe), o ângulo azimutal  não é mudado por processos de espalhamento, e a seção de choque diferencial pode ser escrita como
{\displaystyle {\frac {\mathrm {d} \sigma }{\mathrm {d} (\cos \theta )}}=\int _{0}^{2\pi }{\frac {\mathrm {d} \sigma }{\mathrm {d} \Omega }}\,\mathrm {d} \varphi } .
Em situações onde o processo de espalhamento não é azimutalmente simétrico, como quando o feixe ou a partícula alvo possuem momento magnético orientado perpendicularmente ao eixo do feixe, a seção de choque diferencial deve ser escrita como uma função do ângulo azimutal.
Para o espalhamentos de partículas com fluxo incidente Finc sobre um alvo estacionário consistindo de muitas partículas, a seção de choque diferencial ⁠dσ/dΩ⁠ num ângulo (θ,φ) está relacionada ao fluxo da detecção das partículas espalhadas Fout(θ,φ) em partículas por unidade de tempo por
{\displaystyle {\frac {\mathrm {d} \sigma }{\mathrm {d} \Omega }}(\theta ,\varphi )={\frac {1}{nt\Delta \Omega }}{\frac {F_{\text{out}}(\theta ,\varphi )}{F_{\text{inc}}}}.}
Aqui ΔΩ é o tamanho angular finito do detector (em unidades do SI: sr), n é a densidade numérica das partículas alvo (em unidades do SI: m−3) e t é a espessura do alvo estacionário (em unidades do SI: m). Essa fórmula assume que o alvo é fino o suficiente para que cada feixe de partículas interaja com no máximo uma partícula alvo.
A seção de choque total σ pode ser recuperada integrando a seção de choque diferencial ⁠dσ/dΩ⁠ por todo o ângulo sólido (4π esterradianos):
{\displaystyle \sigma =\oint _{4\pi }{\frac {\mathrm {d} \sigma }{\mathrm {d} \Omega }}\,\mathrm {d} \Omega =\int _{0}^{2\pi }\int _{0}^{\pi }{\frac {\mathrm {d} \sigma }{\mathrm {d} \Omega }}\sin \theta \,\mathrm {d} \theta \,\mathrm {d} \varphi .}
É comum omitir o termo “diferencial” quando o tipo de seção de choque pode ser inferida pelo contexto. Neste caso, pode se referir a σ como a seção de choque integral ou seção de choque total. O último termo pode ser confuso em contextos, nos quais múltiplos eventos estão envolvidos, já que “total” também pode significar a soma das seções de choque de todos os eventos.
A seção de choque diferencial é uma quantidade extremamente útil em muitos campos da física pois sua medida pode revelar uma grande quantidade de informação sobre a estrutura interna das partículas alvo. Por exemplo, a seção de choque diferencial do espalhamento de Rutherford proveu forte evidência para a existência do núcleo atômico.
Em vez dos ângulos sólidos, o momento transferido pode ser usado como uma variável independente da seção de choque diferencial.
A seção de choque diferencial em espalhamentos inelásticos contém picos de ressonância que indicam a criação de estados metaestáveis e contém informação sobre sua energia e tempo de vida.

## Espalhamento quântico
No formalismo independente do tempo do espalhamento quântico, a função de onda inicial (antes do espalhamento) é tida como uma onda plana com momento linear definido k:
{\displaystyle \phi _{-}(\mathbf {r} )\;{\stackrel {r\to \infty }{\longrightarrow }}\;e^{ikz},}
onde z e r são as coordenadas relativas entre o projétil e o alvo. A seta indica que isso apenas descreve o comportamento assintótico da função de onda quando o projétil e o alvo estão muito distantes para que a interação produza algum efeito.
Depois que o espalhamento ocorre, é esperado que a função de onda tenha a seguinte forma assintótica:
{\displaystyle \phi _{+}(\mathbf {r} )\;{\stackrel {r\to \infty }{\longrightarrow }}\;f(\theta ,\phi ){\frac {e^{ikr}}{r}},}
onde f é alguma função das coordenadas angulares conhecida como amplitude de espalhamento. Essa forma geral é válida para qualquer interação de curto alcance e que conserve energia. Ela não é válida para interações de longo alcance, logo existem complicações adicionais no tratamento de interações eletromagnéticas.
A função de onda completa do sistema se comporta assintoticamente como a soma
{\displaystyle \phi (\mathbf {r} )\;{\stackrel {r\to \infty }{\longrightarrow }}\;\phi _{-}(\mathbf {r} )+\phi _{+}(\mathbf {r} ).}
A seção de choque diferencial é relacionada à amplitude de espalhamento:
{\displaystyle {\frac {\mathrm {d} \sigma }{\mathrm {d} \Omega }}(\theta ,\phi )={\bigl |}f(\theta ,\phi ){\bigr |}^{2}.}
Isso pode ser facilmente interpretado como a densidade de probabilidade de encontrar o projétil espalhado em um dado ângulo.
Uma seção de choque é portanto uma medida da área de superfície efetiva vista pelas partículas incidentes, e assim é expressa em unidades de área. A seção de choque de duas partículas (isto é, aquela observada quando duas partículas estão colidindo entre si) é uma medida do evento de interação entre as duas partículas. A seção de choque é proporcional à probabilidade de que uma interação ocorra; por exemplo, em um experimento de espalhamento básico o número de partículas espalhadas por unidade de tempo (corrente de partículas espalhadas Ir) depende somente do número de partículas incidentes por unidade de tempo (corrente de partículas espalhadas Ii), das características do alvo (por exemplo o número de partículas por unidade de superfície N), e do tipo de interação. Para Nσ ≪ 1 teremos
{\displaystyle {\begin{aligned}I_{\text{r}}&=I_{\text{i}}N\sigma ,\\\sigma &={\frac {I_{\text{r}}}{I_{\text{i}}}}{\frac {1}{N}}\\&={\text{probability of interaction}}\times {\frac {1}{N}}.\end{aligned}}}

### Relação com a matriz S
Se as massas reduzidas e o momento do sistema são mi, pi e mf, pf antes e depois da colisão, respectivamente, a seção de choque diferencial é dada por:
{\displaystyle {\frac {\mathrm {d} \sigma }{\mathrm {d} \Omega }}=\left(2\pi \right)^{4}m_{i}m_{f}{\frac {p_{f}}{p_{i}}}{\bigl |}T_{fi}{\bigr |}^{2},}
onde a matriz T é definida por:
{\displaystyle S_{fi}=\delta _{fi}-2\pi i\delta \left(E_{f}-E_{i}\right)\delta \left(\mathbf {p} _{i}-\mathbf {p} _{f}\right)T_{fi}}
em termos da matriz S. Aqui δ é a função delta de Dirac. A computação da matriz S é o objetivo principal da teoria de espalhamento.

## Unidades
Embora a unidade SI da seção de choque total seja m2, unidades menores são usadas na prática.
Em física nuclear e de partículas, a unidade convencional é o barn b, onde 1 b = 10−28 m2 = 100 fm2. Prefixos menores de unidades como mb e μb também são comumente usados. Correspondentemente, a seção de choque diferencial pode ser medida em unidades como  mb/sr.
Quando a radiação espalhada é a luz visível, é conveniente medir o comprimento de caminho em centímetros. Para evitar a necessidade de fatores de conversão, a seção de choque de espalhamento, a seção de choque de espalhamento é expressa em cm2, e o número de concentração em cm−3. A medida de espalhamento da luz visível é conhecida como nefelometria, e é efetiva para partículas de 2–50 µm em diâmetro. Por exemplo, é largamente usada em meteorologia e nas medidas de poluição atmosférica.
O espalhamento de raios X também pode ser descrito em termos de seções de choque de espalhamento, no qual a unidade conveniente é ångström ao quadrado: 1 Å2 = 10−20 m2 = 10000 pm2 = 108 b. A soma da seção de choque de espalhamento, efeito fotoelétrico e produção de pares (em barns) é mapeada como o “coeficiente de atenuação atômica” (feixe colimado), em barns.

## Espalhamento da luz
Para luz, como em outros sistemas, a seção de choque de espalhamento para partículas é geralmente diferente da seção transversal geométrica da partícula, e depende do comprimento de onda da luz e da permissividade, formato, e tamanho da partícula. A quantidade total de espalhamento em um meio esparso é proporcional ao produto da seção de choque de espalhamento e o número de partículas presentes.
Em interações da luz com partículas, muitos processos ocorrem, cada um com sua respectiva seção de choque, incluindo absorção, espalhamento, e fotoluminescência. A soma da absorção e seção de choque de espalhamento também é referida como a atenuação ou extinção da seção de choque.
{\displaystyle \sigma =\sigma _{\text{a}}+\sigma _{\text{s}}+\sigma _{\text{l}}.}
A seção de choque de extinção total é relacionada a atenuação da intensidade da luz pela lei de Beer-Lambert, que diz que a atenuação é proporcional a concentração de partículas:
{\displaystyle A_{\lambda }=Cl\sigma ,}
onde Aλ é a atenuação num dado comprimento de onda λ, C é a concentração de partículas como número de densidade, e l é o comprimento de caminho. A absorbância da radiação é o logaritmo natural do recíproco da transmitância {\displaystyle {\mathcal {T}}}.
{\displaystyle A_{\lambda }=-\log {\mathcal {T}}.}
Combinar a seção de choque de espalhamento e de absorção desta maneira é comumente necessário pela inabilidade de distingui-las experimentalmente, e muito esforço tem sido feito para o desenvolvimento de modelos que permitem distingui-las, a teoria de Kubelka-Munk sendo uma das mais importantes nesta área.

### Seção de choque e a teoria de Mie
Seções de choque que são frequentemente calculadas pela teoria de Mie incluem coeficientes de eficiência para as seções de choque de extinção {\textstyle Q_{\text{ext}}}, espalhamento {\textstyle Q_{\text{sc}}}, e absorção {\textstyle Q_{\text{abs}}}. Essas são normalizadas pela seção de choque geométrica da partícula {\textstyle \sigma _{\text{geom}}=\pi a^{2}} como{\displaystyle Q_{\alpha }={\frac {\sigma _{\alpha }}{\sigma _{\text{geom}}}},\qquad \alpha ={\text{ext}},{\text{sc}},{\text{abs}}.}A seção de choque é definida por
{\displaystyle \sigma _{\alpha }={\frac {W_{\alpha }}{I_{\text{inc}}}}}
onde {\displaystyle \left[W_{\alpha }\right]=\left[{\text{W}}\right]} é o fluxo de energia através da superfície circundante, e {\displaystyle \left[I_{\text{inc}}\right]=\left[{\frac {\text{W}}{{\text{m}}^{2}}}\right]} é a intensidade da onda incidente. é a intensidade da onda incidente. Para ondas planas a intensidade será {\displaystyle I_{\text{ext}}=|\mathbf {E} |^{2}/(2\eta )}, onde {\displaystyle \eta ={\sqrt {\mu \mu _{0}/(\varepsilon \varepsilon _{0})}}} é a impedância do meio hospedeiro .
A principal abordagem se baseia no seguinte. Primeiro, construímos uma esfera imaginária de raio {\displaystyle r} (superfície {\displaystyle A}) em torno da partícula (o espalhador). A taxa resultante de energia eletromagnética que atravessa a superfície {\displaystyle A} é
{\displaystyle W_{a}=-\oint _{A}\mathbf {\Pi } \cdot {\hat {\mathbf {r} }}dA}
onde {\displaystyle \mathbf {\Pi } ={\frac {1}{2}}\operatorname {Re} \left[\mathbf {E} ^{*}\times \mathbf {H} \right]} é o vetor de Poynting médio no tempo. Se {\displaystyle W_{a}>0} energia é absorvida dentro da esfera, caso contrário energia seria criada dentro da esfera. Nós excluímos de consideração o último caso. Uma vez que o meio hospedeiro é não-absorvente, a energia é absorvida pela partícula. Nós decompomos o campo total em partes incidente e espalhada {\displaystyle \mathbf {E} =\mathbf {E} _{i}+\mathbf {E} _{s}}, e fazemos o mesmo para o campo magnético {\displaystyle \mathbf {H} } . Então podemos decompor {\displaystyle W_{a}} em três termos {\displaystyle W_{a}=W_{i}-W_{s}+W_{\text{ext}}}, onde
{\displaystyle W_{i}=-\oint _{A}\mathbf {\Pi } _{i}\cdot {\hat {\mathbf {r} }}dA\equiv 0,\qquad W_{s}=\oint _{A}\mathbf {\Pi } _{s}\cdot {\hat {\mathbf {r} }}dA,\qquad W_{\text{ext}}=\oint _{A}\mathbf {\Pi } _{\text{ext}}\cdot {\hat {\mathbf {r} }}dA.}
Onde {\displaystyle \mathbf {\Pi } _{i}={\frac {1}{2}}\operatorname {Re} \left[\mathbf {E} _{i}^{*}\times \mathbf {H} _{i}\right]}, {\displaystyle \mathbf {\Pi } _{s}={\frac {1}{2}}\operatorname {Re} \left[\mathbf {E} _{s}^{*}\times \mathbf {H} _{s}\right]}, e {\displaystyle \mathbf {\Pi } _{\text{ext}}={\frac {1}{2}}\operatorname {Re} \left[\mathbf {E} _{s}^{*}\times \mathbf {H} _{i}+\mathbf {E} _{i}^{*}\times \mathbf {H} _{s}\right]} .
O campo completo pode ser decomposto em uma série de vetores harmônicos esféricos (VSH). Depois disso, todas as integrais podem ser calculadas.
No caso de uma esfera uniforme de raio {\displaystyle a}, permissividade {\displaystyle \varepsilon }, e permeabilidade {\displaystyle \mu } o problema possui uma solução precisa. Os coeficientes de espalhamento e extinção são{\displaystyle Q_{\text{sc}}={\frac {2}{k^{2}a^{2}}}\sum _{n=1}^{\infty }(2n+1)(|a_{n}|^{2}+|b_{n}|^{2})}{\displaystyle Q_{\text{ext}}={\frac {2}{k^{2}a^{2}}}\sum _{n=1}^{\infty }(2n+1)\Re (a_{n}+b_{n})}Onde {\textstyle k=n_{\text{host}}k_{0}} . Esses são relacionados por{\displaystyle \sigma _{\text{ext}}=\sigma _{\text{sc}}+\sigma _{\text{abs}}\qquad {\text{or}}\qquad Q_{\text{ext}}=Q_{\text{sc}}+Q_{\text{abs}}}

### Aproximação de dipolo para seção de choque de espalhamento
Vamos assumir que a partícula suporta apenas modos de dipolos elétrico e magnético com polarizabilidades {\textstyle \mathbf {p} =\alpha ^{e}\mathbf {E} } e {\textstyle \mathbf {m} =(\mu \mu _{0})^{-1}\alpha ^{m}\mathbf {H} } (aqui usamos a notação da polarizabilidade magnética da maneira de Bekshaev et al. em preferência a notação de Nieto-Vesperians et al.) expressa através dos coeficientes de Mie como{\displaystyle \sigma _{\text{abs}}^{\text{(e)}}={\frac {1}{4\pi \varepsilon \varepsilon _{0}}}\cdot 4\pi k\left[\Im (\alpha ^{e})-{\frac {k^{3}}{6\pi \varepsilon \varepsilon _{0}}}|\alpha ^{e}|^{2}\right]}Então as seções de choque serão{\displaystyle \sigma _{\text{abs}}^{\text{(m)}}={\frac {1}{4\pi \mu \mu _{0}}}\cdot 4\pi k\left[\Im (\alpha ^{m})-{\frac {k^{3}}{6\pi \mu \mu _{0}}}|\alpha ^{m}|^{2}\right]}{\displaystyle {\frac {1}{4\pi \varepsilon \varepsilon _{0}}}\Im (\alpha ^{e})+{\frac {1}{4\pi \mu \mu _{0}}}\Im (\alpha ^{m})\geq {\frac {2k^{3}}{3}}\left[{\frac {|\alpha ^{e}|^{2}}{(4\pi \varepsilon \varepsilon _{0})^{2}}}+{\frac {|\alpha ^{m}|^{2}}{(4\pi \mu \mu _{0})^{2}}}\right]}e, finalmente, as seções de choque de absorção elétrica e magnética {\textstyle \sigma _{\text{abs}}=\sigma _{\text{abs}}^{\text{(e)}}+\sigma _{\text{abs}}^{\text{(m)}}} são
e
Para o caso de partículas sem ganho interno, isto é, não há energia emitida pela partícula internamente ( {\textstyle \sigma _{\text{abs}}>0} ), usamos a caso particular do teorema ótico
O sinal da igualdade {\textstyle \geq \to =} é conquistado para partículas não absorventes, isto é, para {\textstyle \Im (\varepsilon )=\Im (\mu )=0} .

### Espalhamento da luz em corpos extensos
No contexto do espalhamento da luz em corpos extensos, a seção de choque σscat, descreve a probabilidade da luz ser espalhada por uma partícula macroscópica. Em geral, a seção de choque de espalhamento é diferente da seção transversal geométrica de uma partícula pois depende do comprimento de onda da luz e da permissividade em adição ao formato e tamanho da partícula. A quantidade total de espalhamento num meio é determinada pelo produto da seção de choque de espalhamento e o número de partículas presentes. Em termos da área, a seção de choque total (σ) é a soma da seção de choque devido a absorção, espalhamento e luminescência:
{\displaystyle \sigma =\sigma _{\text{a}}+\sigma _{\text{s}}+\sigma _{\text{l}}.}
A seção de choque total está relacionada com a absorbância da intensidade da luz através da lei de Beer–Lambert, que diz que a absorbância é proporcional à concentração: Aλ = Clσ, onde Aλ é a absorbância num dado comprimento de onda λ, C é a concentração com número de densidade e l é o comprimento do caminho . A extinção ou absorbância da radiação é o logaritmo ( decádico ou, mais usualmente, natural ) do recíproco da transmitância {\displaystyle {\mathcal {T}}} :
{\displaystyle A_{\lambda }=-\log {\mathcal {T}}.}

#### Relação às dimensões físicas
Não existe uma relação simples entre a seção de choque de espalhamento e as dimensões físicas das partículas, já que a seção de choque de espalhamento depende do comprimento de onda da radiação usada. Isso é perceptível quando olhamos para a aréola que circunda a lua em noites bem enevoadas: fótons de luz vermelha enfrentam uma seção de área transversal maior em gotas de água do que fótons de energias maiores. Portanto a aréola em torno da lua tem um perímetro de luz vermelha devido aos fótons de menor energia serem espalhados mais longe do centro da lua. Fótons do resto do espectro visível permanecem dentro do centro da aréola e são percebidos como luz branca.[carece de fontes?]

### Alcance meteorológico
A seção de choque de espalhamento possui relação com a visibilidade LV:
{\displaystyle L_{\text{V}}={\frac {3.9}{C\sigma _{\text{scat}}}}.}
A quantidade Cσscat às vezes é denotada por bscat, o coeficiente de espalhamento por unidade de comprimento.

## Exemplos

### 1.º exemplo: colisão elástica de duas esferas duras
A colisão elástica de duas esferas duras é um exemplo instrutivo que demonstra o sentido em chamar essa quantidade de seção transversal. R e r são respectivamente os raios da esfera espalhadora e da esfera espalhada. A seção de choque total é
{\displaystyle \sigma _{\text{tot}}=\pi \left(r+R\right)^{2}.}
Logo para este caso a seção de choque de espalhamento é igual à área da circunferência (de raio r + R) dentro da qual o centro de massa da esfera incidente tem que entrar para ela ser defletida, e fora da qual ela passa do centro espalhador estacionário. Quando o raio da esfera incidente se aproxima de zero, a seção de choque é só a área da circunferência de raio R.

### 2.º exemplo: espalhamento de luz de um espelho circular bidimensional
Outro exemplo ilustra os detalhes do cálculo de um modelo simples de espalhamento de luz pela redução de uma dimensão. Para simplificar, consideraremos o espalhamento de um raio de luz sobre um plano tratado como uma densidade uniforme de raios paralelos e dentro do formalismo da ótica geométrica de uma circunferência de raio r com um contorno perfeitamente refletor. O equivalente tridimensional é portanto o problema mais difícil de um laser ou lanterna espalhando luz de um espelho esférico, por exemplo uma esfera de rolamento mecânico. A unidade de seção de choque em uma dimensão é a unidade de comprimento, por exemplo 1 m. Seja α o ângulo entre o raio de luz e o raio que une o ponto de reflexão do raio de luz com o ponto central do espelho esférico. Então o aumento do elemento de comprimento perpendicular do raio de luz é expresso por esse ângulo como
{\displaystyle \mathrm {d} x=r\cos \alpha \,\mathrm {d} \alpha ,}
o ângulo de reflexão desse raio em relação ao raio incidente é então 2α, e o ângulo de espalhamento é
{\displaystyle \theta =\pi -2\alpha .}
A energia ou o número de fótons refletidos do raio de luz com intensidade ou densidade de fótons I no comprimento dx é
{\displaystyle I\,\mathrm {d} \sigma =I\,\mathrm {d} x(x)=Ir\cos \alpha \,\mathrm {d} \alpha =I{\frac {r}{2}}\sin \left({\frac {\theta }{2}}\right)\,\mathrm {d} \theta =I{\frac {\mathrm {d} \sigma }{\mathrm {d} \theta }}\,\mathrm {d} \theta .}
A seção de choque diferencial é portanto (dΩ = dθ)
{\displaystyle {\frac {\mathrm {d} \sigma }{\mathrm {d} \theta }}={\frac {r}{2}}\sin \left({\frac {\theta }{2}}\right).}
Pelo que é observado do comportamento da função seno, essa quantidade tem o máximo para o espalhamento para trás (θ = π ; a luz é refletida perpendicularmente e retorna), e tem o mínimo nulo para o espalhamento da borda da circunferência diretamente para frente (θ = 0). Isso confirma a expectativa intuitiva de que o espelho circular atua como uma lente divergente, e um raio estreito é mais diluído quanto mais próximo ele estiver da borda definida com respeito à direção de chegada. A seção de choque total pode ser obtida ao somar (integrar) a seção de choque diferencial sobre todos os ângulos:
{\displaystyle \sigma =\int _{0}^{2\pi }{\frac {\mathrm {d} \sigma }{\mathrm {d} \theta }}\,\mathrm {d} \theta =\int _{0}^{2\pi }{\frac {r}{2}}\sin \left({\frac {\theta }{2}}\right)\,\mathrm {d} \theta =\left.-r\cos \left({\frac {\theta }{2}}\right)\right|_{0}^{2\pi }=2r,}
é igual ao quanto o espelho circular está filtrando totalmente o espaço bidimensional para o feixe de luz. Em três dimensões, para o espelho esférico de raio r ela é portanto igual a σ = πr2.

### 3.º exemplo: espalhamento de luz de um espelho esférico tridimensional
Agora podemos usar o resultado do 2.º exemplo para calcular a seção de choque diferencial para o espalhamento de luz de uma esfera perfeitamente refletora em três dimensões. Denotemos agora o raio da esfera por a . Parametrizemos o plano perpendicular ao raio de luz incidente pelas coordenadas cilíndricas r e φ . Em qualquer plano dos raios incidentes e dos raios refletidos podemos escrever agora do exemplo anterior:
{\displaystyle {\begin{aligned}r&=a\sin \alpha ,\\\mathrm {d} r&=a\cos \alpha \,\mathrm {d} \alpha ,\end{aligned}}}
enquanto que o elemento de área de impacto é
{\displaystyle \mathrm {d} \sigma =\mathrm {d} r(r)\times r\,\mathrm {d} \varphi ={\frac {a^{2}}{2}}\sin \left({\frac {\theta }{2}}\right)\cos \left({\frac {\theta }{2}}\right)\,\mathrm {d} \theta \,\mathrm {d} \varphi .}
Usando a relação para o ângulo sólido em coordenadas esféricas:
{\displaystyle \mathrm {d} \Omega =\sin \theta \,\mathrm {d} \theta \,\mathrm {d} \varphi }
e a identidade trigonométrica
{\displaystyle \sin \theta =2\sin \left({\frac {\theta }{2}}\right)\cos \left({\frac {\theta }{2}}\right),}
obtemos
{\displaystyle {\frac {\mathrm {d} \sigma }{\mathrm {d} \Omega }}={\frac {a^{2}}{4}},}
enquanto que a seção de choque total, como era esperado, é
{\displaystyle \sigma =\oint _{4\pi }{\frac {\mathrm {d} \sigma }{\mathrm {d} \Omega }}\,\mathrm {d} \Omega =\pi a^{2}.}
Como podemos ver, isso também concorda com o resultado do 1.º exemplo se assumirmos que o fóton é uma esfera rígida de raio zero.